# Marktstraße 18 (Warburg)

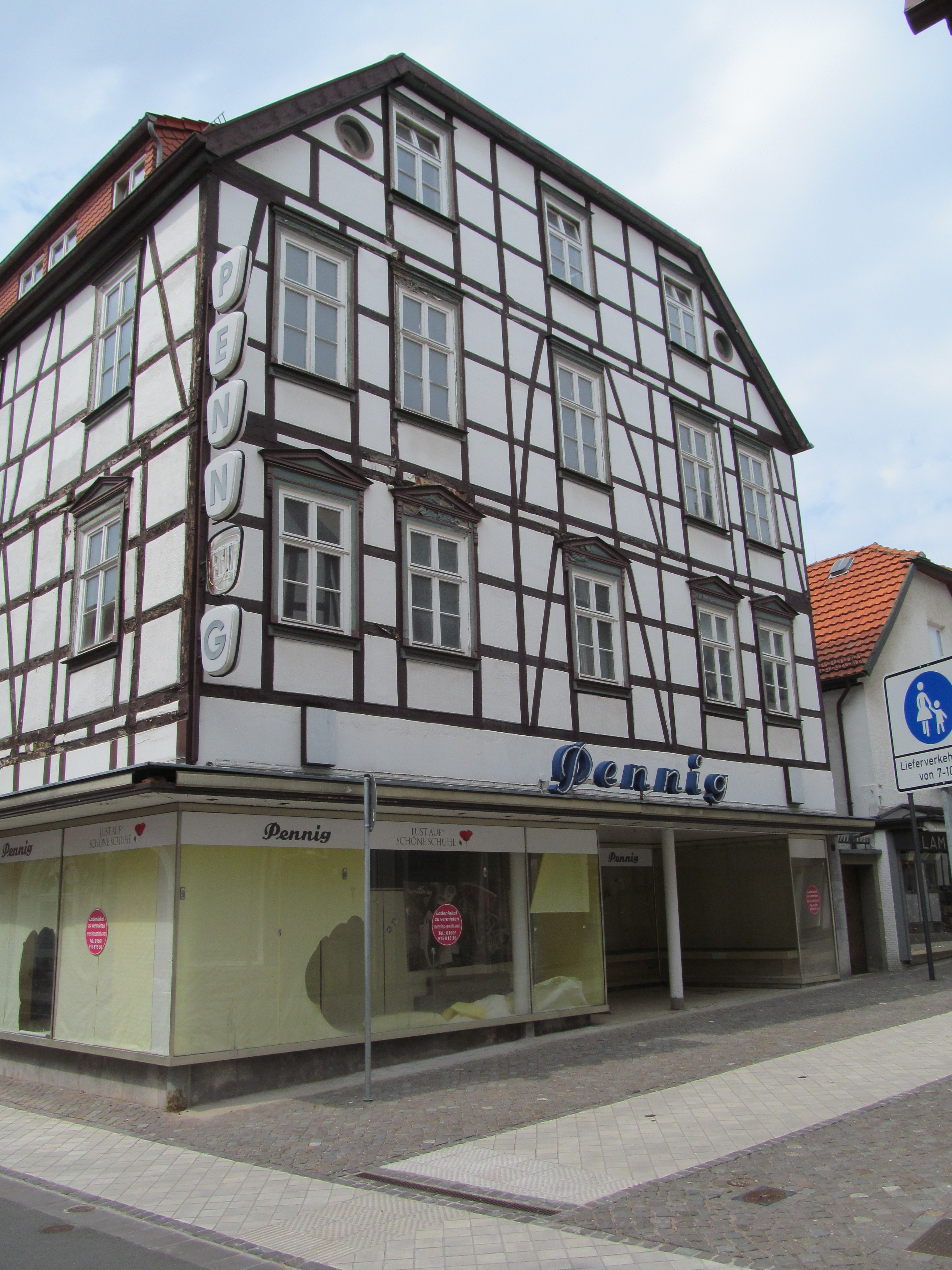
Ansicht von der Sternstraße (2018)

Marktstraße 18 bezeichnet ein in der Warburger Neustadt stehendes Wohn-Geschäftshaus an der Ecke Marktstraße/Sternstraße. Es wurde 1862 erbaut, 2015 als denkmalwürdig in die Denkmaltopographie Bundesrepublik Deutschland aufgenommen und im Oktober 2019 in die Liste der Baudenkmäler in Warburg eingetragen.

## Lage und Architektur

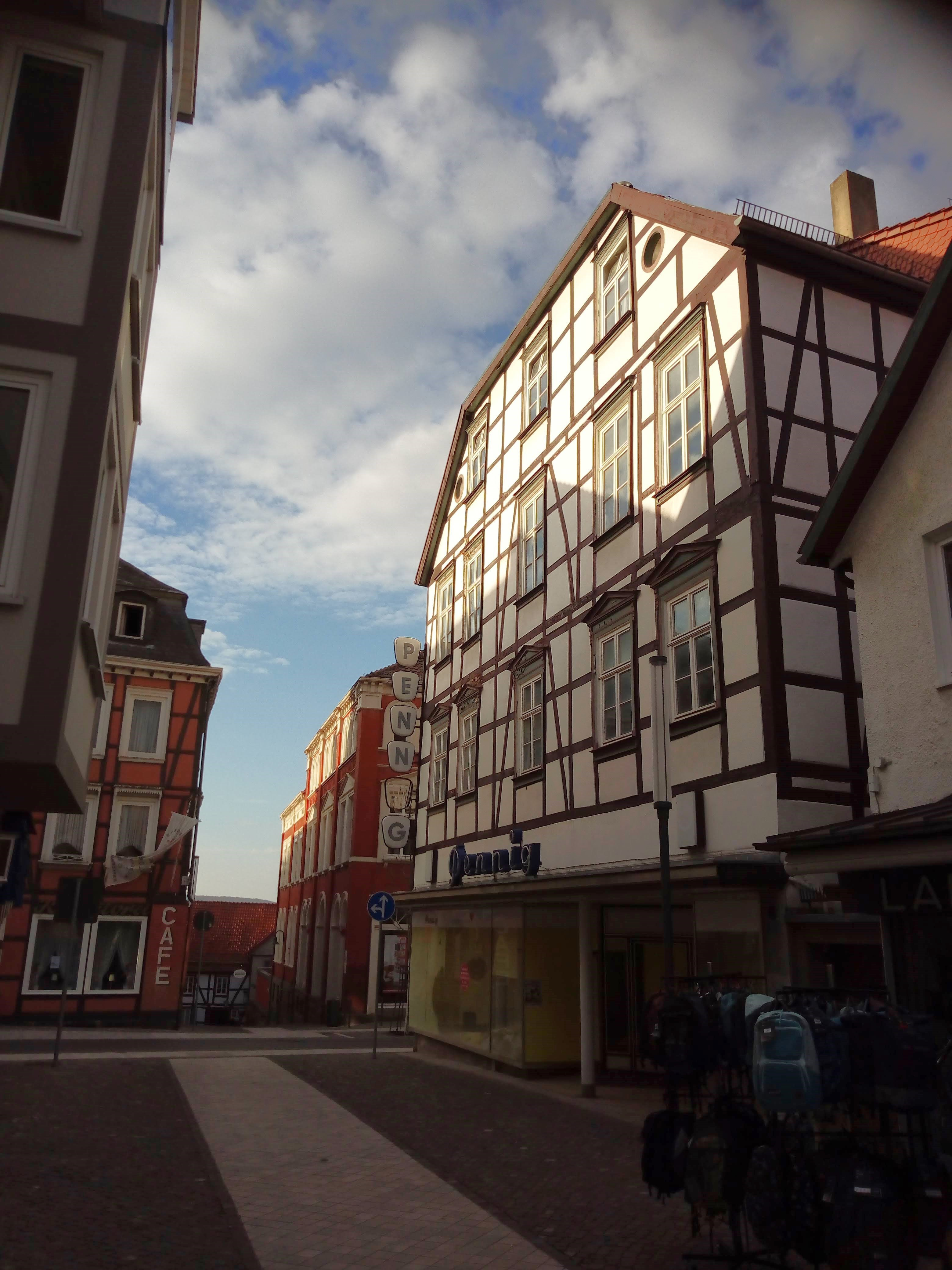
Blick in die Straße Zwischen den Städten, links das Café Blome (2018)

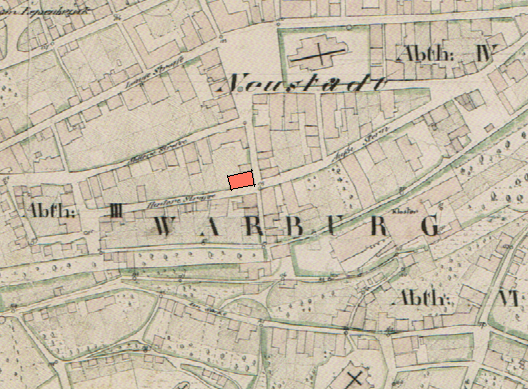
Lage des Vorgängerbaus in Warburg, Urkataster 1831–34

Das Haus steht an einer der höchstgelegenen Stellen der Innenstadt. An ihm kreuzt sich die Sternstraße, an der sich im Mittelalter die meisten Adelssitze befanden, mit der Marktstraße, die den Neustädter Markt über das Rathaus zwischen den Städten mit dem Altstädter Markt verbindet.
Beim heutigen Gebäude handelt sich um ein dreigeschossiges Fachwerkhaus mit geräumigem Krüppelwalmdach. Die Ständerstellung ist unregelmäßig, wobei die in den Obergeschossen symmetrisch gestaltete Giebelseite zur Marktstraße eine Breite von 13 Gefachen mit 5 Fensterachsen und die Traufseite zur Sternstraße eine Breite von 16 Gefachen mit 7 Fensterachsen hat. Im Giebelbereich befinden sich drei Fenster in den entsprechenden mittleren Achsen des ersten und zweiten Geschosses, in den Schrägen zwei zusätzliche Rundfenster.
Die gleich gestalteten Holzsprossenfenster haben jeweils Kämpfer, darunter zwei zweischeibige Flügel und darüber in den Oberlichtern einscheibige Flügel und profilierte Umrahmungen. Dabei sind die Fenster der ersten Etage mit als klassizistischen Dreiecksgiebel gestalteten Fensterverdachungen bekrönt, was die besondere Bedeutung dieses Geschosses als Bel Etage unterstreicht.
Das 1963 als Ladengeschäft durchgreifend modernisierte und zum Teil auf das Straßenniveau tiefergelegte Erdgeschoss wird an der Marktstraße und dem östlichen Teil der Sternstraßenfassade durch eine bis zur Ecke als Curtain Wall gestaltete Schaufensterfront geprägt, in der eine geräumige Eingangszone mit Platz zur Warenpräsentation integriert ist. Über der Schaufensterfront ist als Regenschutz und zur Vermeidung von Blendwirkungen ein vorkragendes Flugdach mit integrierten Markisen angeordnet, die eine Werbeschrift mit Leuchtstoffröhren trägt.

## Geschichte

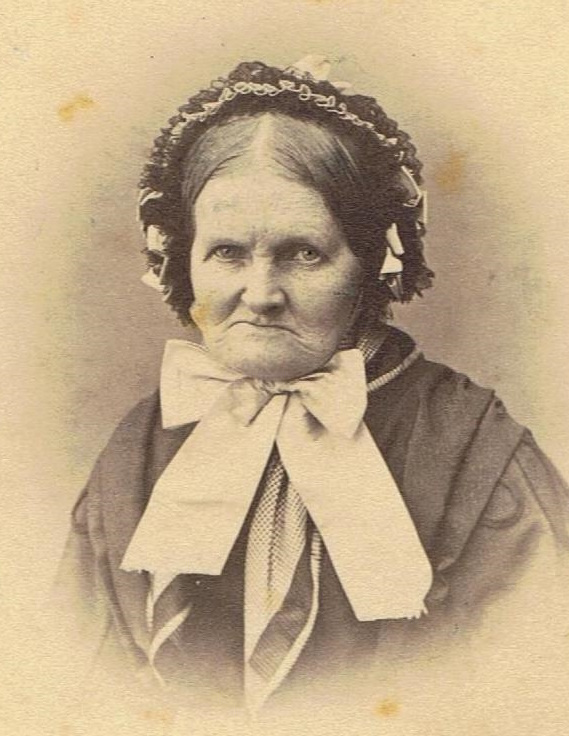
Die Bauherrin Christiane Püttmann (1807–1876)

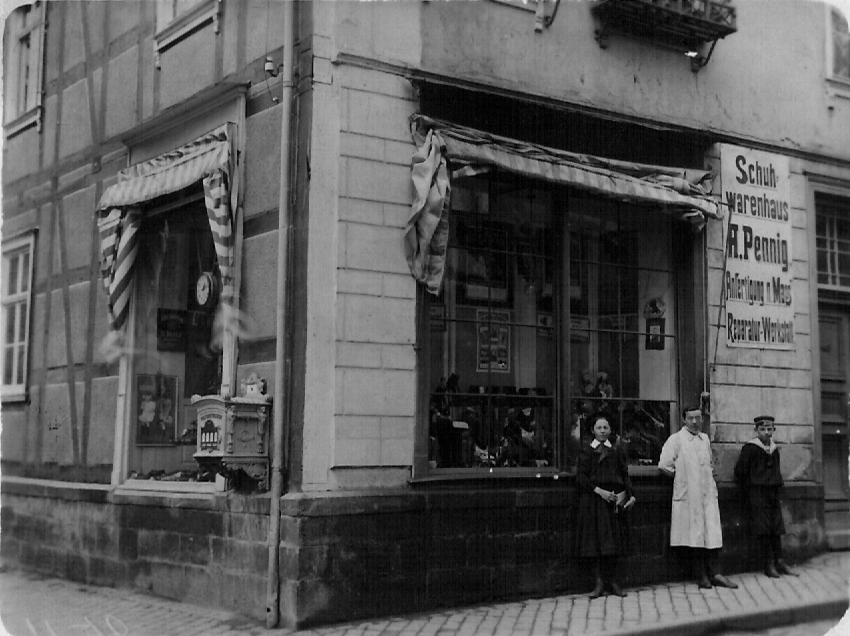
Foto um 1910 (Photogr. Verlag A. Hoffman, Dresden, Liliengasse 24)

Das Haus hatte einen Vorgängerbau, dessen Grundriss von ca. 24 × 13 m im 1831–34 gefertigten Urriß der Stadt Warburg verzeichnet ist. 1849 hatte es die Hausnummer 105. Eigentümer war der Schneider und Kappenmacher Christian Püttmann, der sich um 1835 in Warburg niedergelassen hatte. Daneben befanden sich eine Schuhmacherwerkstatt im Haus, die vom Schuhmacher Temme geführt wurde, sowie Wohnräume für weitere 13 Personen. Warburg erlebte in der Amtszeit (1843–1879) von Bürgermeister Heinrich Fischer und in Folge des 1847 begonnenen Eisenbahnanschlusses zu der Zeit einen leichten wirtschaftlichen Aufschwung. 1850 starb Püttmann und hinterließ seine Frau Marie Christiane, geborene Eichhorn (1807–1876), und zwei Söhne, Wolrad und Louis. Am 12. November 1857 fiel dieses Haus zusammen mit 15 weiteren Wohnhäusern und sechs Scheunen im Bereich der Sternstraße/Marktstraße einem Stadtbrand zum Opfer.
1862 wurde das Haus von Marie Christiane Püttmann und ihren Söhnen als Wohn- und Geschäftshaus in der noch erhaltenen Form wiederaufgebaut. Die Finanzierung erfolgte aus Mitteln der Provinzial Feuersozietät. Der Neubau war mit 17 × 13 m Grundfläche etwas kürzer als der Vorgängerbau, hatte jedoch auf einem 1 m hohen Kellersockel drei über drei Meter hohe Etagen. Fenster und Türen bekamen eine noble klassizistische Baudekoration. Der Haupteingang befand sich in der Mitte der Giebelseite zur Marktstraße, links und rechts von ihm befanden sich die Werkstatt- und Geschäftsräume. Die Hauptfassade zur Marktstraße war verputzt und im Erdgeschoss mit einer im 20. Jahrhundert noch vorhandenen Ritzquaderung versehen. 1876 starb Marie Christiane Püttmann und wurde auf dem Warburger Burgfriedhof begraben. Ihr als denkmalwürdig erkannter Grabstein steht noch heute. 1893 starb Wolrad Püttmann, der Haus und Geschäft von der Mutter geerbt hatte. Das Geschäft wurde danach von seiner Frau Carolina und seiner Tochter weitergeführt. Wolrads Bruder Louis Püttmann hatte derweil ein Textil- und Pelzwarengeschäft in der nahegelegenen Hauptstraße 63, das bis zu seiner Auflösung am 26. März 2018 noch als „Louis Püttmann GmbH & Co. KG“ bestand.
1903 wurde das Haus Marktstraße 18 an den Schuhmacher und Schuhhändler Albert Pennig aus Germete (1861–1940), dessen Vater Anton Pennig bereits 1854 in Germete ein „Schuhwarenhaus“ gegründet hatte, und der seit 1885 im gegenüberliegenden Hause Marktstraße 19 ein Geschäft betrieb, verkauft. Er verlegte sein Geschäft und Wohnsitz dorthin und wurde im Warburger Adressbuch 1909 als Eigentümer genannt. Das Haus verblieb über 100 Jahre in Besitz der Familie Pennig und entwickelte sich als Schuhhaus Pennig zum führenden Fachgeschäft in Warburg und dem Umland. Die Familie ließ 1948 im Erdgeschoss neue Schaufenster einbauen, den Fassadenputz entfernen und die Fassaden fachwerksichtig renovieren. 1963 ließ Alberts Pennigs Enkel Anton Pennig das Erdgeschoss zur Nutzung als modernes Schuhgeschäft durchgreifend umgestalten und modernisieren. 1976 und 1980 erfolgten weitere Umbauten und ein Erweiterungsbau an der Sternstraße, der Lagerräume und eine Treppe zur darüberliegenden, ebenfalls als Lager genutzten Etage beinhaltete. 1988 wurde im Dachgeschoss eine Wohnung eingebaut, die zur Markstraße und durch neu erstellte Dachgauben traufseitig belichtet wird. 1995 zogen sich die Eheleute Pennig aus dem Unternehmen zurück und verpachteten das Geschäft für 10 Jahre an den Schuhhändler Jörg Sprenger. Am 13. Februar 2008 wurde die Firma Albert Pennig Inh. Anton Pennig aus dem Handelsregister des Amtsgerichts Paderborn gelöscht.
2015 kaufte das in Salzkotten ansässige Immobilienunternehmen ICP-GmbH das Gebäude, um es zunächst nach Planung des Architekten Lothar Beltz zu sanieren. Die Wohnungen bot sie öffentlich zum Verkauf als Eigentumswohnungen an. Im selben Jahr erfolgte die Aufnahme des Hauses in die Denkmaltopographie Bundesrepublik Deutschland und damit die Feststellung der Denkmalwürdigkeit. Der Vertrag mit dem Schuhgeschäft wurde nicht verlängert, es zog 2016 an einen anderen Standort um. Da der Verkauf der Wohnungen und des Ladens scheiterte, wurde mit der Sanierung nicht begonnen, sondern das Haus steht seitdem komplett leer. Im Herbst 2018 wurde das Vorhaben des Investors bekannt, das Gebäude vollständig abzureißen und durch einen Neubau mit zehn Eigentumswohnungen zu ersetzen. In der Folge entbrannte eine kommunalpolitische Debatte darüber, ob das Haus in die Denkmalliste aufgenommen werden soll, was einem Abbruch entgegenstehen würde. Es folgten weitere Bürgeranträge auf Eintragung in die Denkmalliste und zahlreiche Leserbriefe von am Denkmalschutz interessierten Bürgern gegen den Abbruch.
Am 2. April 2020 erwarb die Deutsche Stiftung Denkmalschutz als Treuhänderin der Warburger Denkmalstiftung das Gebäude, um es mit ca. 2 Mio. € zu sanieren und wieder einer Nutzung als Wohngeschäftshaus zuzuführen. Sie beabsichtigt, die Einnahmen später für weitere Denkmalmaßnahmen in Warburg gemeinnützig einzusetzen.